# Chiesa di San Gerardo Maiella
La chiesa di San Gerardo Maiella è un luogo di culto cattolico di Roma, situato nel quartiere Prenestino-Labicano, in via Romolo Balzani.

## Storia

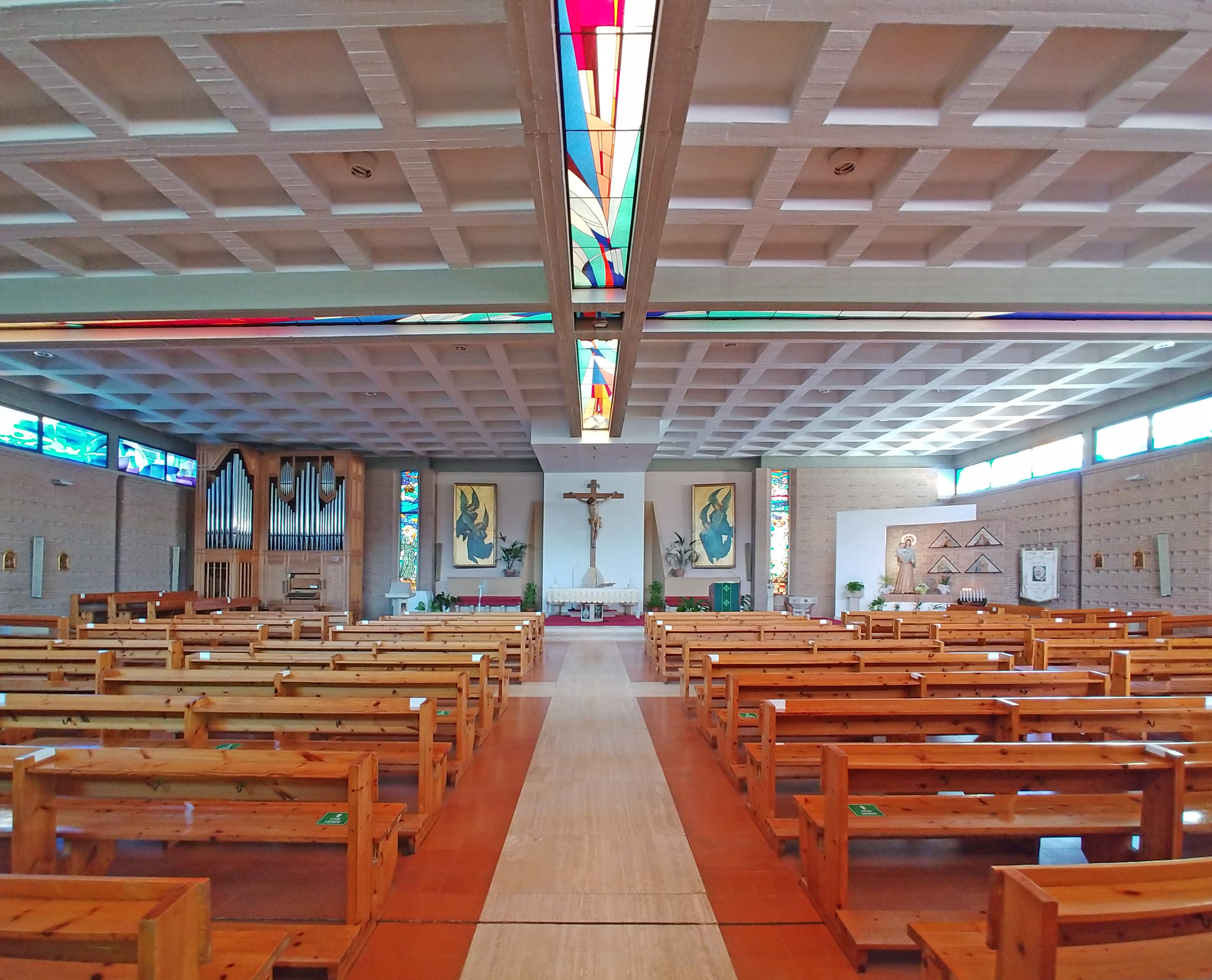
L'interno

Essa fu costruita tra il 1980 ed il 1981 su progetto dell'architetto Aldo Aloysi, e fu consacrata il 25 marzo 1982 dal cardinale Ugo Poletti.
La chiesa è sede parrocchiale, istituita il 20 aprile 1978 dal cardinale vicario Ugo Poletti con il decreto Sua Santità. Essa è sede del titolo cardinalizio di "San Gerardo Maiella", istituito da papa Giovanni Paolo II il 26 novembre 1994.